# Folhadela
Folhadela is een plaats (freguesia) in de Portugese gemeente Vila Real en telt 1897 inwoners (2001).